# Ácido peptidonucleico

Estructura del APN

El ácido peptidonucleico o ácido nucleico peptídico (APN en español o PNA en inglés) es un polímero sintético similar al ADN o al ARN. que tiene la capacidad de almacenar información (como el ADN) y una estabilidad química semejante al esqueleto de las proteínas. Su descubrimiento se produjo gracias a Peter E. Nielsen (Univ. Copenhague), Michael Egholm (Univ. Copenhague), Rolf H. Berg (Risø National Lab), y Ole Buchardt (Univ. Copenhague) en 1991.
El APN no tiene ribosas ni desoxirribosas como el ADN o ARN. En vez de eso tiene como esqueleto una estructura de unidades repetidas de N-(2-aminoetil)-glicina unidas por enlaces peptídicos. Dado que el esqueleto del APN no contiene grupos fosfato ionizados, la unión entre bases complementarias del ADN con APN es más fuerte que las uniones entre dos cadenas ADN/ADN, debido a la ausencia de repulsiones electrostáticas entre cargas negativas. Por otro lado, este hecho hace que sea hidrofóbico, siendo difícil su admisión por parte de las células antes de ser destruido. Se cree que la importancia del APN o APN en la vida fue importante para un futuro desarrollo del ADN o ARN.
Los oligómeros de ácido nucleico de péptidos sintéticos se han utilizado en los últimos años en procedimientos de biología molecular, ensayos de diagnóstico y terapias antisentido.
Debido a su mayor fuerza de unión, no es necesario diseñar oligómeros de APN largos para su uso en estas funciones, que normalmente requieren sondas de oligonucleótidos de 20-25 bases. La principal preocupación de la longitud de los oligómeros de APN es garantizar la especificidad. Los oligómeros de APN también muestran una mayor especificidad en la unión a ADN complementarios, siendo un desajuste de bases de APN / ADN más desestabilizador que un desajuste similar en un dúplex de ADN / ADN. Esta fuerza y especificidad de unión también se aplica a los dúplex de PNA / ARN. Los APN no se reconocen fácilmente ni por las nucleasas ni por las proteasas, haciéndolos resistentes a la degradación por enzimas. Los APN también son estables en un amplio rango de pH. Aunque un APN no modificado no puede atravesar fácilmente la membrana celular para entrar en el citosol, el acoplamiento covalente de un péptido que penetra en las células a un APN puede mejorar la administración citosólica.
No se sabe que el APN se produzca de forma natural, pero se ha planteado la hipótesis de que la N- (2-aminoetil) -glicina (AEG), la columna vertebral del APN, es una forma temprana de molécula genética para la vida en la tierra y es producida por cianobacterias.
El APN fue inventado por Peter E. Nielsen (Univ. Copenhague), Michael Egholm (Univ. Copenhague), Rolf H. Berg (Laboratorio Nacional de Risø) y Ole Buchardt (Univ. Copenhague) en 1991.

## Estructura
El ADN y el ARN tienen un esqueleto de desoxirribosa y azúcar ribosa , respectivamente, mientras que el esqueleto del APN está compuesto por unidades repetidas de N- (2-aminoetil)-glicina unidas por enlaces peptídicos . Las diversas bases de purina y pirimidina están unidas a la columna vertebral por un puente de metileno (- CH2-) y un grupo carbonilo (-(C = O)-). Los APN se representan como péptidos, con el extremo N en la primera posición (izquierda) y el extremo C en la última posición (derecha).

## Hipótesis del mundo del ácido nucleico peptídico o ácido peptidonucleico
Se ha planteado la hipótesis de que la vida más temprana en la Tierra pudo haber utilizado dichos ácidos peptidonucleicos como material genético debido a su extrema robustez, formación más simple y posible polimerización espontánea a 100 °C  (mientras que el agua a presión estándar hierve a esta temperatura, el agua a alta presión, como en las profundidades del océano, hierve a temperaturas más altas). Si es así, la vida evolucionó a un sistema basado en ADN / ARN solo en una etapa posterior. Sin embargo, la evidencia de esta hipótesis mundial de la ANP está lejos de ser concluyente. Sin embargo, si existió, debe haber precedido al mundo del ARN ampliamente aceptado.
Si dicha hipótesis es correcta:
- Se resuelve o facilita el posible origen del ARN (Y este a su vez del ADN a través del mundo del ARN) siendo los APN ancestrales a ambos ácidos nucleicos.
- Se resuelve la problemática de si fue primero el ácido nucleico o la proteína, debido a que en primera los aminoácidos darían origen a las proteínas y a los ácidos nucleicos por separado. Por un lado los aminoácidos dieron origen a las proteínas siendo estas también hechas de péptidos, y por el otro darían origen a los ácidos peptidonucleicos ancestrales a los primeros ácidos nucleicos verdaderos como el ARN, ambos manteniendo una estrecha relación de coevolución.